# Zone sismique de New Madrid

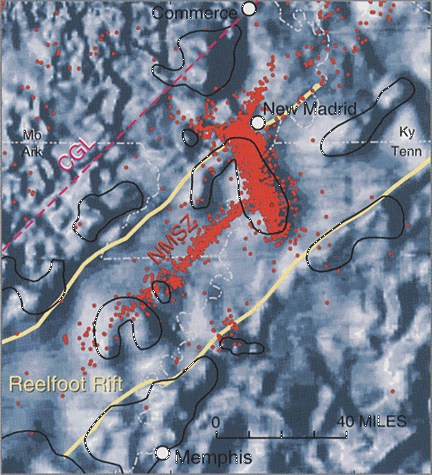
Reelfoot Rift and the New Madrid Seismic Zone in a 3D topographic image

La zone sismique de New Madrid (en anglais New Madrid Seismic Zone), connue aussi sous le nom de rift de Reelfoot ou de ligne de faille de New Madrid,  est une zone sismique majeure à la limite du Sud et du Midwest des États-Unis, s'étendant au sud-ouest de New Madrid dans le Missouri.
Le système de faille de New Madrid est responsable des tremblements de terre de New Madrid de 1811-1812  et a le potentiel pour produire des tremblements de terre destructeurs en moyenne tous les 300 à 500 ans. Depuis 1812, de fréquents petits tremblements de terre intraplaques (tremblements de terre à l'intérieur d'une plaque tectonique) furent enregistrés dans cette zone.
La zone sismique couvre des parties de cinq États américains : l'Illinois, le Missouri, l'Arkansas, le Kentucky et le Tennessee.